# Les Revenentes
Les Revenentes es la quinta novela editada del escritor francés Georges Perec, publicada en 1972 en la colección «Idée fixe» de la editorial Julliard. No ha sido traducida al castellano.
Se trata de una novela oulipiana que sólo utiliza la vocal «E» (la letra más frecuente en el idioma francés), prescindiendo de todas las demás. Por lo tanto, es una novela monovocálica, o más específicamente, un lipograma de las vocales «A», «I», «O», «U». De este modo, actúa como contrapunto de la novela anterior del autor, La Disparition (1969), la cual omite por completo el uso de la vocal «E».

## Historia editorial
El primer capítulo de esta novela se editó en 1972 en la revista Subsidia 'pataphysica.